# Monodontium bukittimah
Monodontium bukittimah is een spinnensoort uit de familie Barychelidae. De soort komt voor in Singapore.